# Virgichneumon tenuipes
Virgichneumon tenuipes är en stekelart som först beskrevs av Berthoumieu 1896.  Virgichneumon tenuipes ingår i släktet Virgichneumon och familjen brokparasitsteklar. Utöver nominatformen finns också underarten V. t. marocator.